# 澳門2022年度頒授勳章、獎章和獎狀名單
澳門2022年度頒授勳章、獎章和獎狀名單於2022年12月19日由澳門特別行政區行政長官賀一誠簽署，並於《澳門特別行政區政府公報》公布，共有25位個人或實體分別獲授勳，表揚他們在個人成就、社會貢獻或服務澳門特別行政區方面有傑出的表現。勳章、奬章和奬狀頒授儀式於2023年1月13日舉行。

## 榮譽勛章
金蓮花榮譽勳章
- 同善堂

銀蓮花榮譽勳章
- 大西洋銀行股份有限公司
- 大豐銀行股份有限公司
- 澳門紅十字會
- 賴健雄

## 功績勛章
專業功績勳章
- 澳門自來水股份有限公司
- 澳門電力股份有限公司
- 莫蕙

工商功績勳章
- 中國太平保險（澳門）股份有限公司
- 澳門新福利公共汽車有限公司
- 羅加鴻

旅遊功績勳章
- 澳門酒店旅業商會

教育功績勳章
- 濠江中學
- 盧蘭馨
- 李焯堅

文化功績勳章
- 土生葡人美食聯誼會
- 陸曦
- 郭敬文
- 陳雅莉

仁愛功績勳章
- 潘志明

體育功績勳章
- 綠波游泳會

## 傑出服務獎章
勞績獎章
- 新聞局新聞廳
- 澳門金融管理局金融基建及資訊廳

社會服務獎章
- 澳門建築機械工程商會

功績獎狀
- 陳泊仁
- 蔡嘉慧